# Gounellea capucina

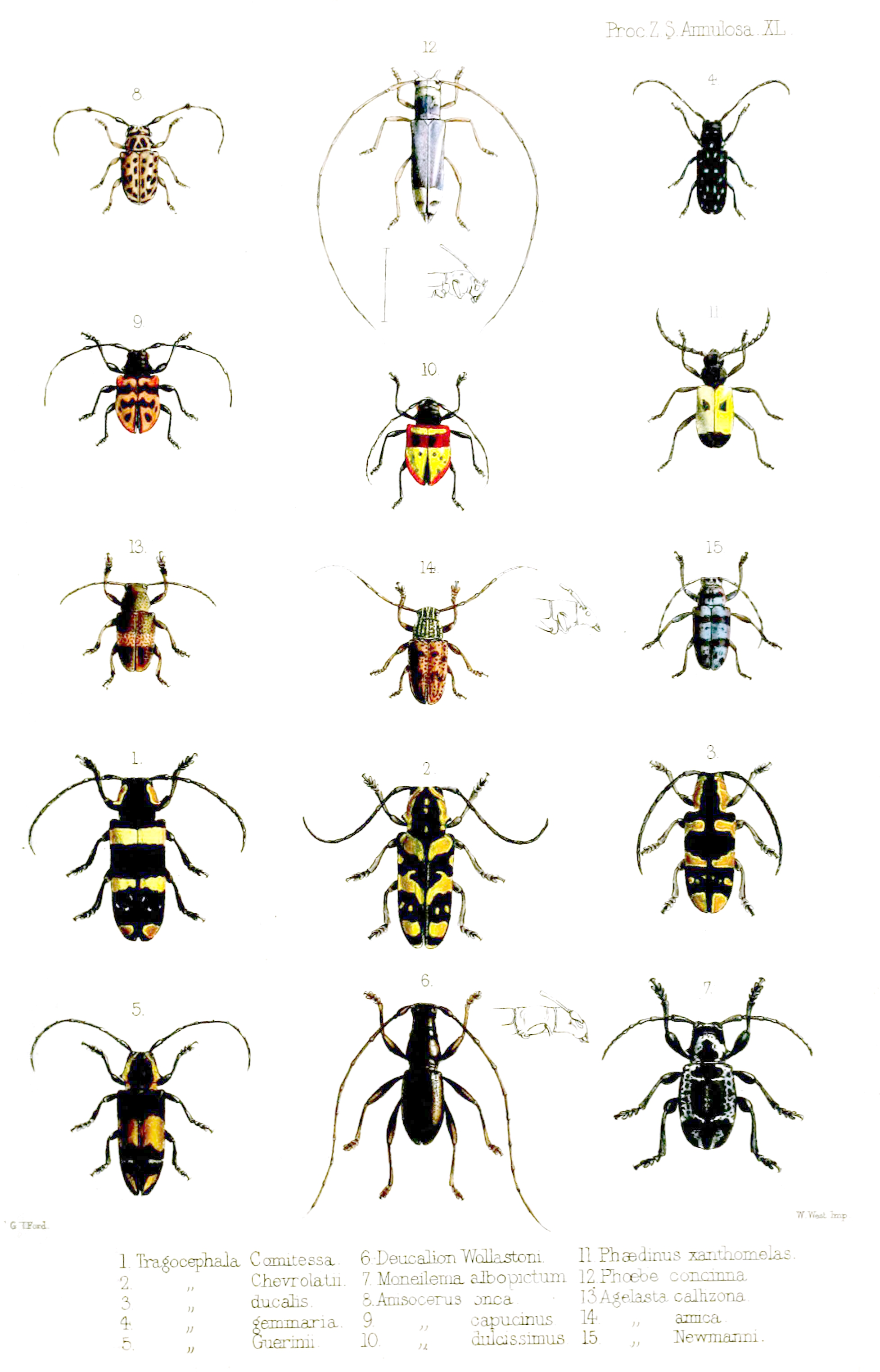
Långhornade skalbaggar

Gounellea capucina är en skalbaggsart som först beskrevs av White 1846.  Gounellea capucina ingår i släktet Gounellea och familjen långhorningar. Inga underarter finns listade i Catalogue of Life.